# Metropolia Merauke
Metropolia Merauke – jedna z 10 metropolii Kościoła Rzymskokatolickiego w Indonezji. Została erygowana 15 listopada 1966.

## Diecezje
- Archidiecezja Merauke
  - Diecezja Agats
  - Diecezja Jayapura
  - Diecezja Manokwari-Sorong
  - Diecezja Timika

## Metropolici
- Herman Tillemans (1950-1972)
- Jacobus Duivenvoorde (1972-2004)
- Nicolaus Adi Seputra (2004-2020)
- Petrus Canisius Mandagi (2020 - )